# 阿拉亚塔
阿拉亚塔，是科威特科威特市的一座摩天大樓，高300公尺、60層樓，於2005年動工、2009年完工，為科威特第三高樓。